# Color (commande)
 (janvier 2018).
Si vous disposez d'ouvrages ou d'articles de référence ou si vous connaissez des sites web de qualité traitant du thème abordé ici, merci de compléter l'article en donnant les références utiles à sa vérifiabilité et en les liant à la section « Notes et références ».
Pour les articles homonymes, voir Color.
color est une commande de Windows permettant de modifier la couleur de la console (cmd.exe).

## Paramètres de la commande
| 0    | 1          | 2    | 3         | 4      | 5       | 6    | 7          | 8    | 9          | A          | B    | C     | D    | E     | F     |
| ---- | ---------- | ---- | --------- | ------ | ------- | ---- | ---------- | ---- | ---------- | ---------- | ---- | ----- | ---- | ----- | ----- |
| Noir | Bleu Foncé | Vert | Bleu-Gris | Marron | Pourpre | Kaki | Gris Clair | Gris | Bleu Clair | Vert clair | Cyan | Rouge | Rose | Jaune | Blanc |

### Aide de la commande
La commande peut prendre en paramètre -help pour informer l'utilisateur des différents usages possibles avec la commande:
```
C:
\U
sers
\U
tilisateur>
 
color
 
-help
Change
 
les
 
couleurs
 
par
 
défaut
 
du
 
premier
 
et
 
de
 
l
'arrière-plan de la console.

COLOR [attr]

  attr    Spécifie les attributs de couleurs de l'
apparence
 
de
 
la
 
console

Les
 
attributs
 
de
 
couleurs
 
sont
 
spécifiés
 
par
 
DEUX
 
chiffres
 
hexadécimaux
 
--
 
le
premier
 
correspond
 
à
 
l
'arrière-plan, le second au premier plan. Chaque chiffre

peut prendre n'
importe
 
quelle
 
de
 
ces
 
valeurs
 
:

    
0
 
=
 
Noir
        
8
 
=
 
Gris

    
1
 
=
 
Bleu
 
foncé
  
9
 
=
 
Bleu
 
clair

    
2
 
=
 
Vert
        
A
 
=
 
Vert
 
clair

    
3
 
=
 
Bleu-gris
   
B
 
=
 
Cyan

    
4
 
=
 
Marron
      
C
 
=
 
Rouge

    
5
 
=
 
Pourpre
     
D
 
=
 
Rose

    
6
 
=
 
Kaki
        
E
 
=
 
Jaune

    
7
 
=
 
Gris
 
clair
  
F
 
=
 
Blanc

Si
 
aucun
 
argument
 
n
'est donné, cette commande restaure les couleurs

sélectionnées au moment où CMD.EXE a été ouvert. Cette valeur vient soit de la

fenêtre de la console, du commutateur en ligne de commande /T, ou de la valeur

DefaultColor du registre.

La commande COLOR met ERRORLEVEL à 1 si vous tentez de l'
exécuter
avec
 
la
 
même
 
couleur
 
pour
 
l
'arrière et le premier plan.

Exemple : ''COLOR fc'
'
 
affiche
 
du
 
rouge
 
sur
 
du
 
blanc

```

## Référence et sources
1. ↑  Commande color -help (Voir rubrique Aide de la commande)
2. ↑  Exporté directement d'une invite de commande d'un ordinateur sous Windows